# Suwa-taisha

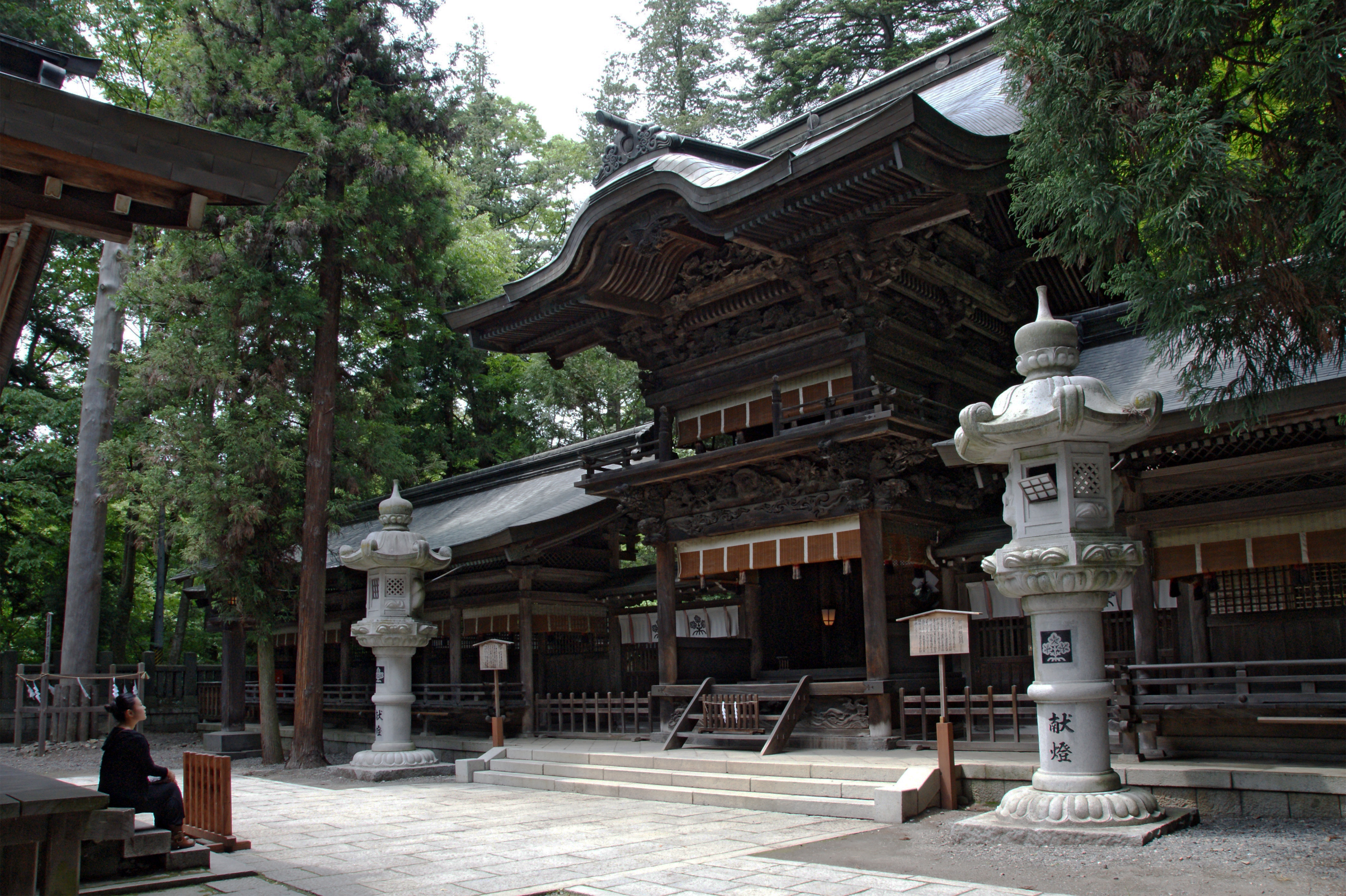
Hei-haiden du sanctuaire Harumiya. Sur les piliers des lanternes, on peut lire 献燈.

Le Suwa-taisha (諏訪大社), ou « grand sanctuaire Suwa », est un sanctuaire shinto de la préfecture de Nagano au Japon.

## Histoire
Suwa-taisha est vieux de plus de 1 200 ans. C'est un des plus anciens sanctuaires existants au monde, mentionné dans le Kojiki, texte du VIIIe siècle. D'après le Kojiki, le sanctuaire aurait été construit afin de vénérer la divinité Takeminakata (en), qui aurait fui à Suwa après une défaite lors de la guerre de succession pour le contrôle de la région d'Izumo.
Le sanctuaire Suwa était désigné principal sanctuaire shinto (ichi-no-miya) de l'ancienne province de Shinano.
De 1871 jusqu'en 1946, le Suwa est officiellement désigné kanpei-taisha (官幣大社), ce qui signifie qu'il fait partie des sanctuaires nationaux importants du plus haut rang[réf. souhaitée].

## Description
Suwa-taisha est composé de quatre complexes de bâtiments, le Honmiya (本宮, « sanctuaire principal ») le Maemiya (前宮, littéralement « ancien sanctuaire »), le Harumiya (春宮, « sanctuaire du printemps ») et l'Akimiya (秋宮, « sanctuaire d'automne »). Honmiya et Maemiya forment le sanctuaire haut (Kamisha), Harumiya et Akimiya forment le sanctuaire bas (Shimosha). Les divinités vénérées à sont Takeminakata et Yasakatome.
Ces quatre sanctuaires qui composent le Suwa-taisha se trouvent à Chino, Suwa et Shimosuwa près du lac Suwa.

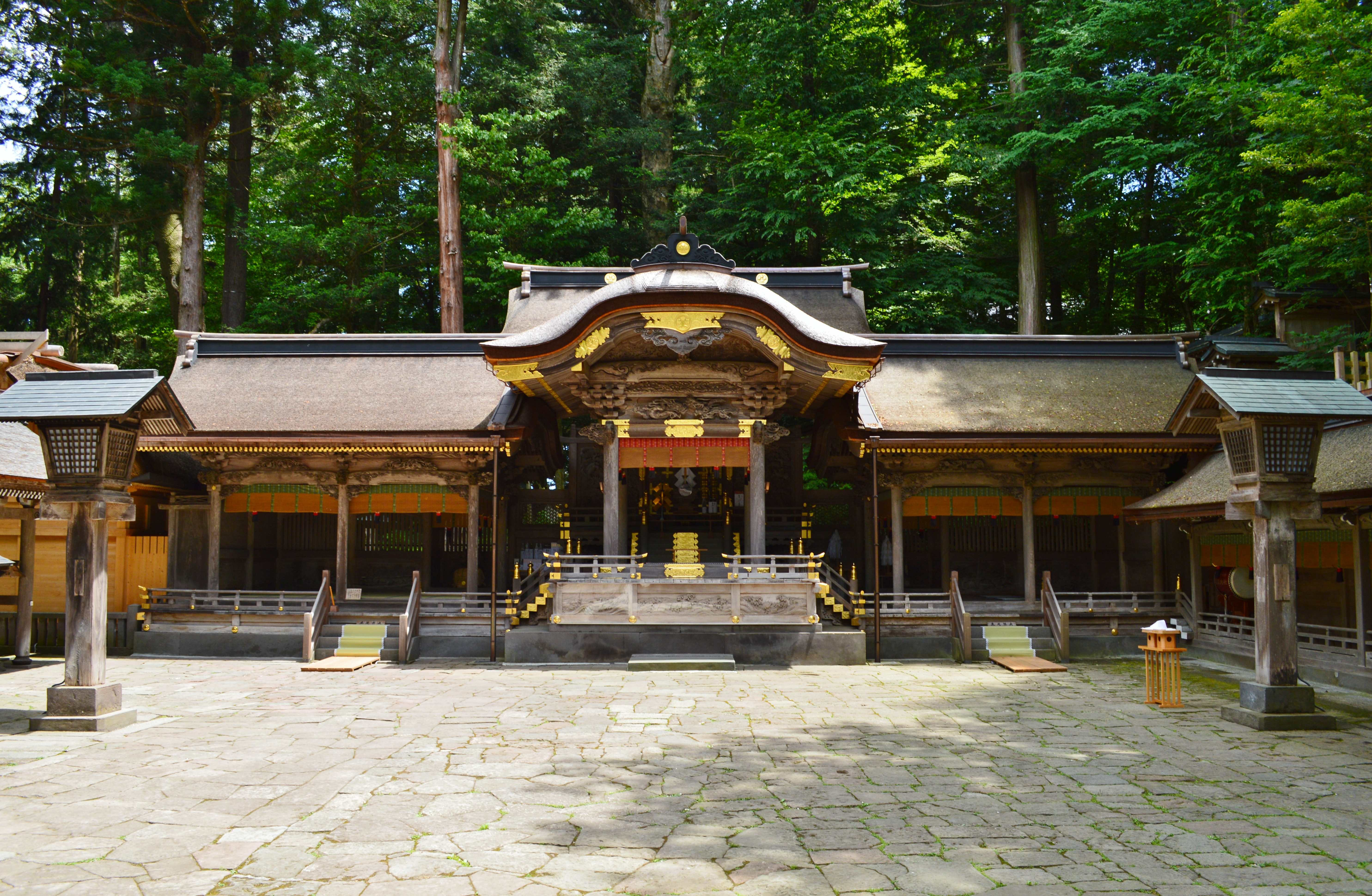
Haiden du Honmiya.
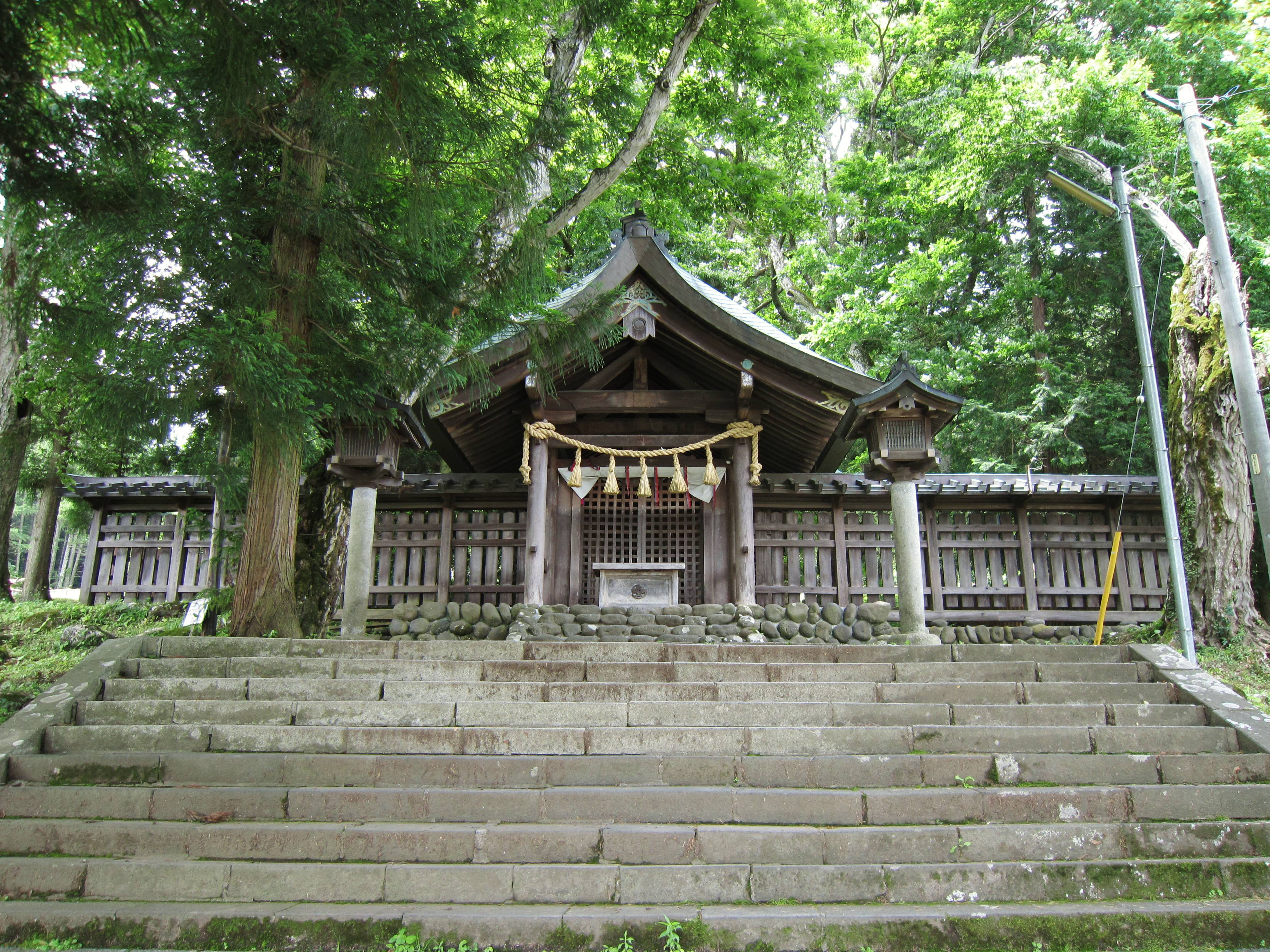
Honden du Maemiya.
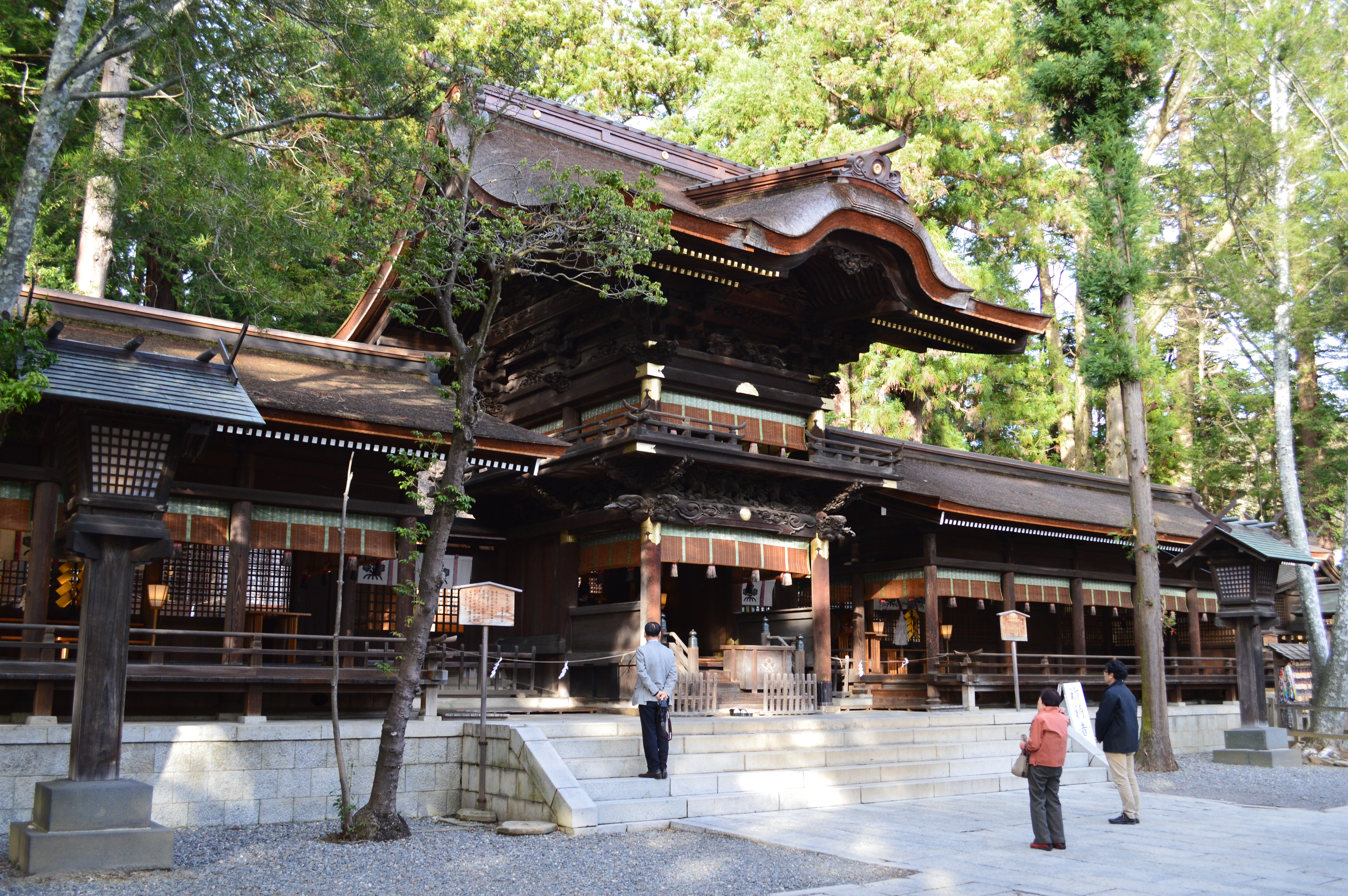
Heihaiden de l’Akimiya.
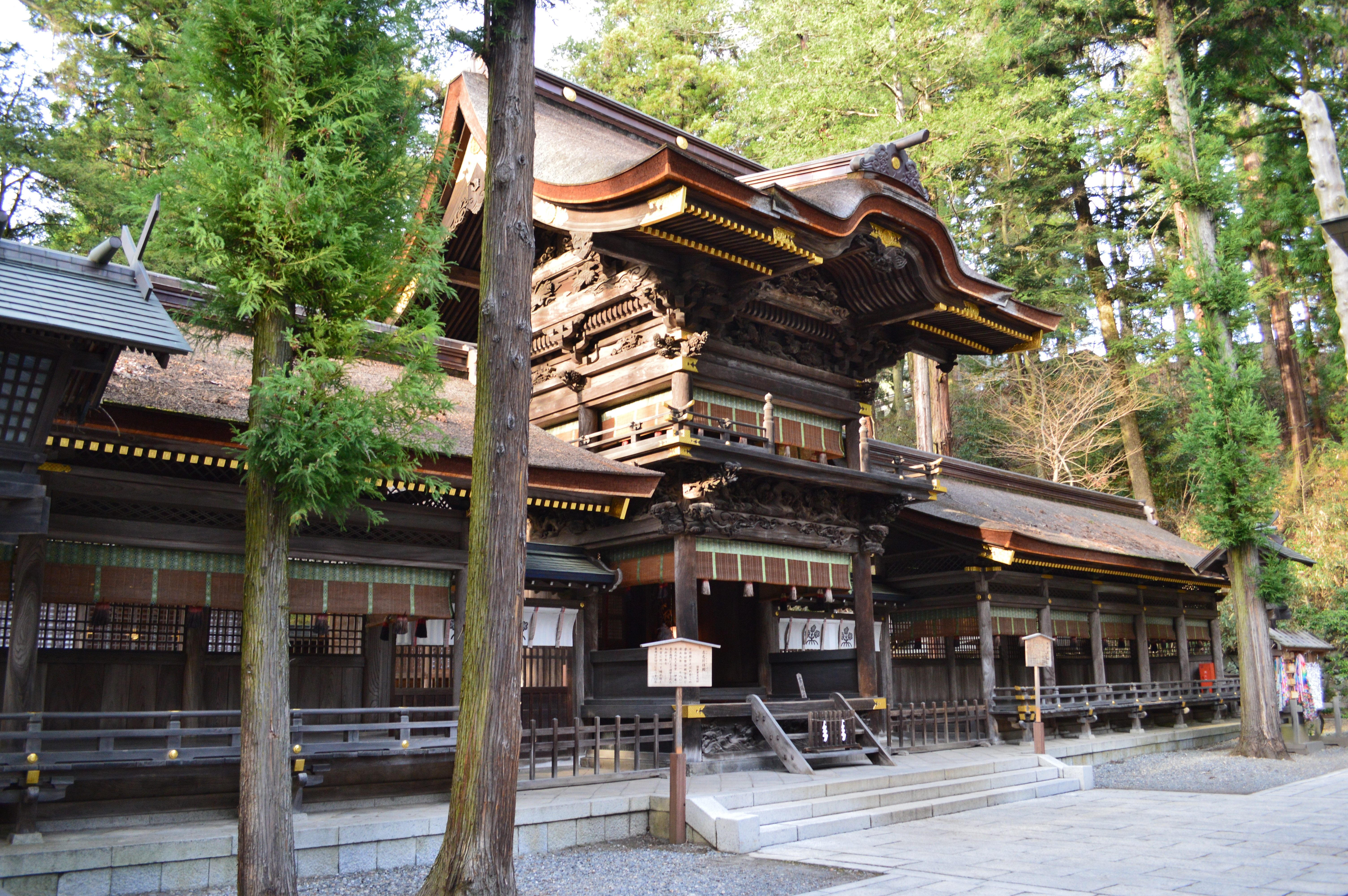
Heihaiden du Harumiya.
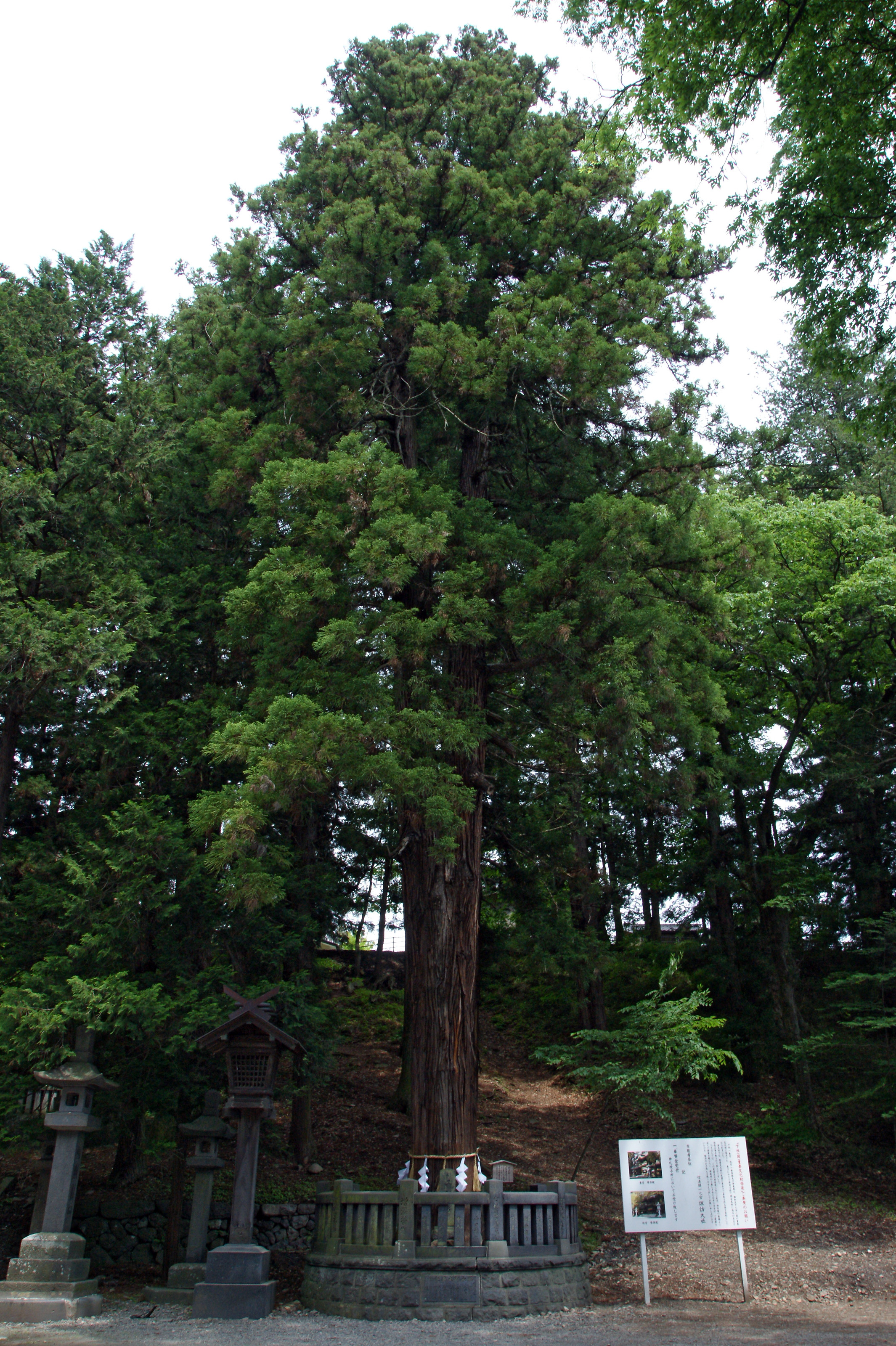
Cèdre sacré du Harumiya.

Parmi ces quatre sanctuaires, seul Maemiya possède un pavillon principal (honden) qui accueille un objet de culte sacré (shintai), censé contenir l'esprit de la divinité. Les trois autres sanctuaires possèdent uniquement des pavillons cérémoniels consacrés au culte (appelés ici heihaiden), et leur shintai sont des éléments de la nature. À Honmiya, le shintai est le mont Moriya (守屋山, Moriya-san) situé au sud-ouest du sanctuaire. Aux sanctuaires bas, ce sont des shinboku (神木, « arbre divin ») : un if du Japon à Akimiya et un cèdre du Japon à Harumiya. Ces anciennes formes de vénération de la nature dateraient de centaines, voire de milliers d'années avant la religion shintô.
Le Suwa-taisha est le sanctuaire de tête du réseau de sanctuaires Suwa, composé de plus de 10 000 sanctuaires individuels.

## Festivals
Le Suwa-taisha est le centre du fameux festival Onbashira qui se tient tous les six ans. L'Ofune matsuri, ou festival de bateau, a lieu le 1er août, et le festival Senza le 1er février pour déplacer de façon rituelle les esprits entre les sanctuaires Harumiya et Akimiya[réf. souhaitée].
Les seize troncs d'arbre utilisés lors du dernier Onbashira sont placés dans les sanctuaires, quatre dans chacun d'entre eux. Mais à part à Maemiya, seuls un ou deux sont visibles des visiteurs dans chaque sanctuaire.

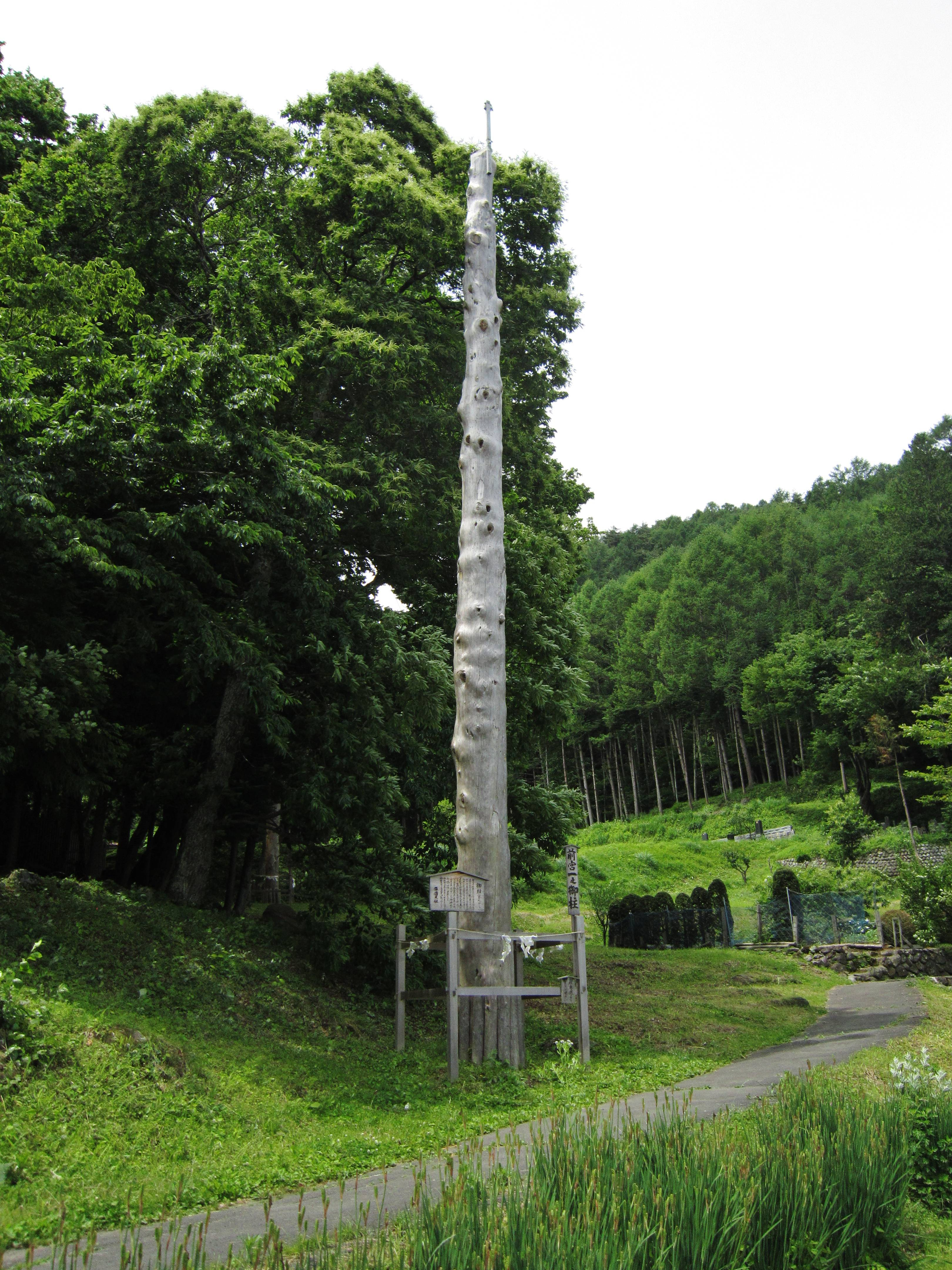
Onbashira no 1 à Maemiya.
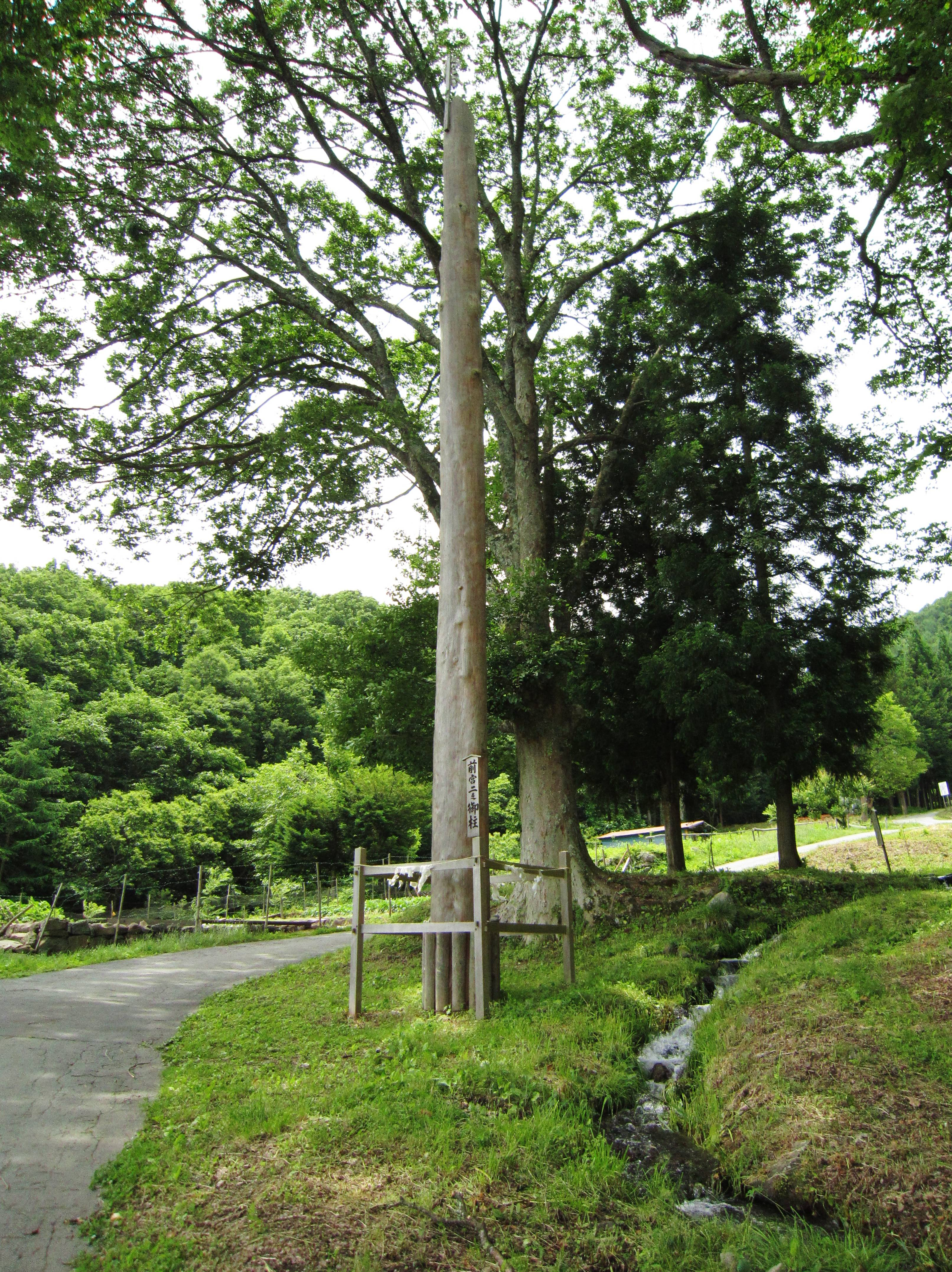
Onbashira no 2 à Maemiya.
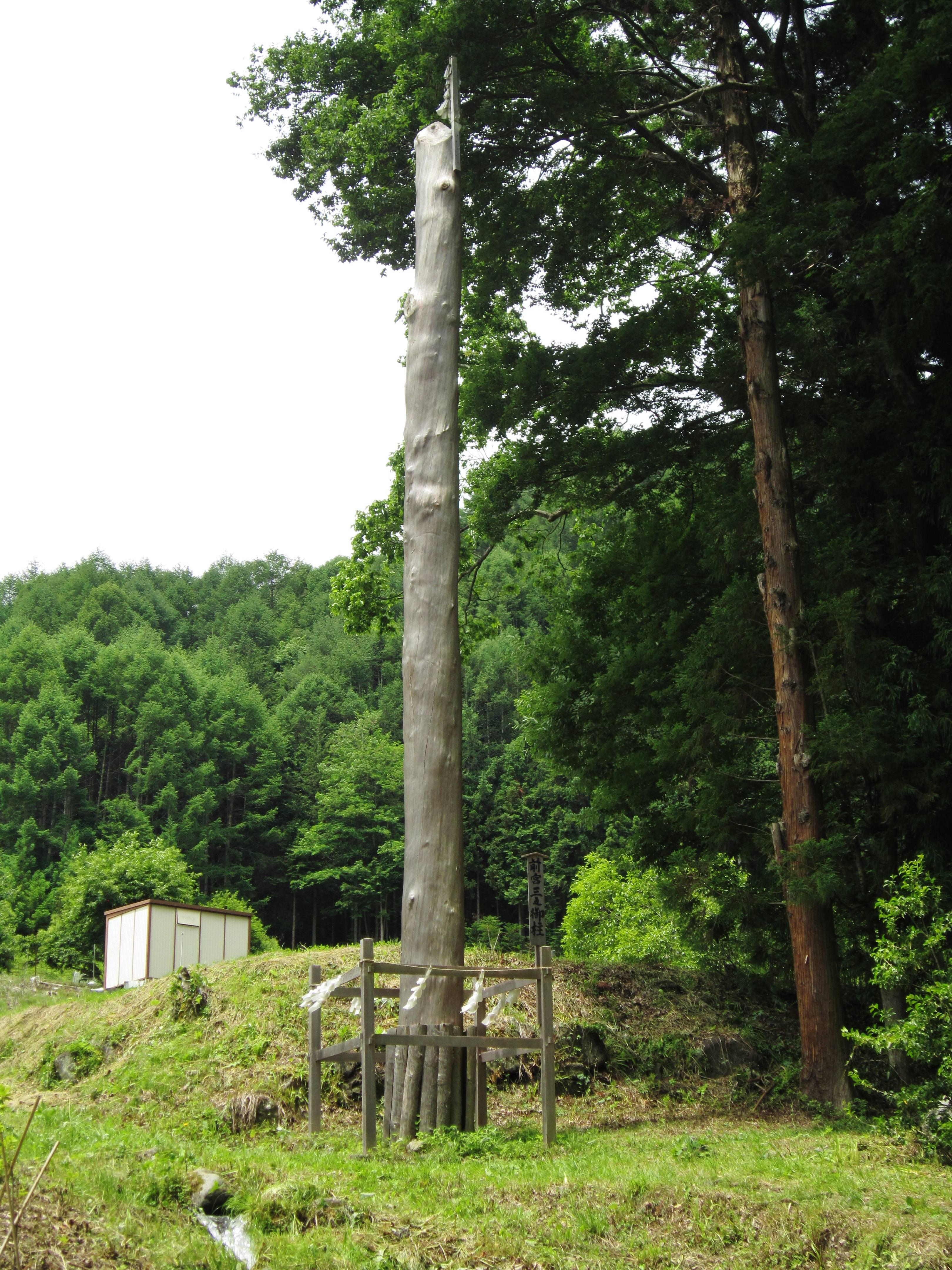
Onbashira no 3 à Maemiya.
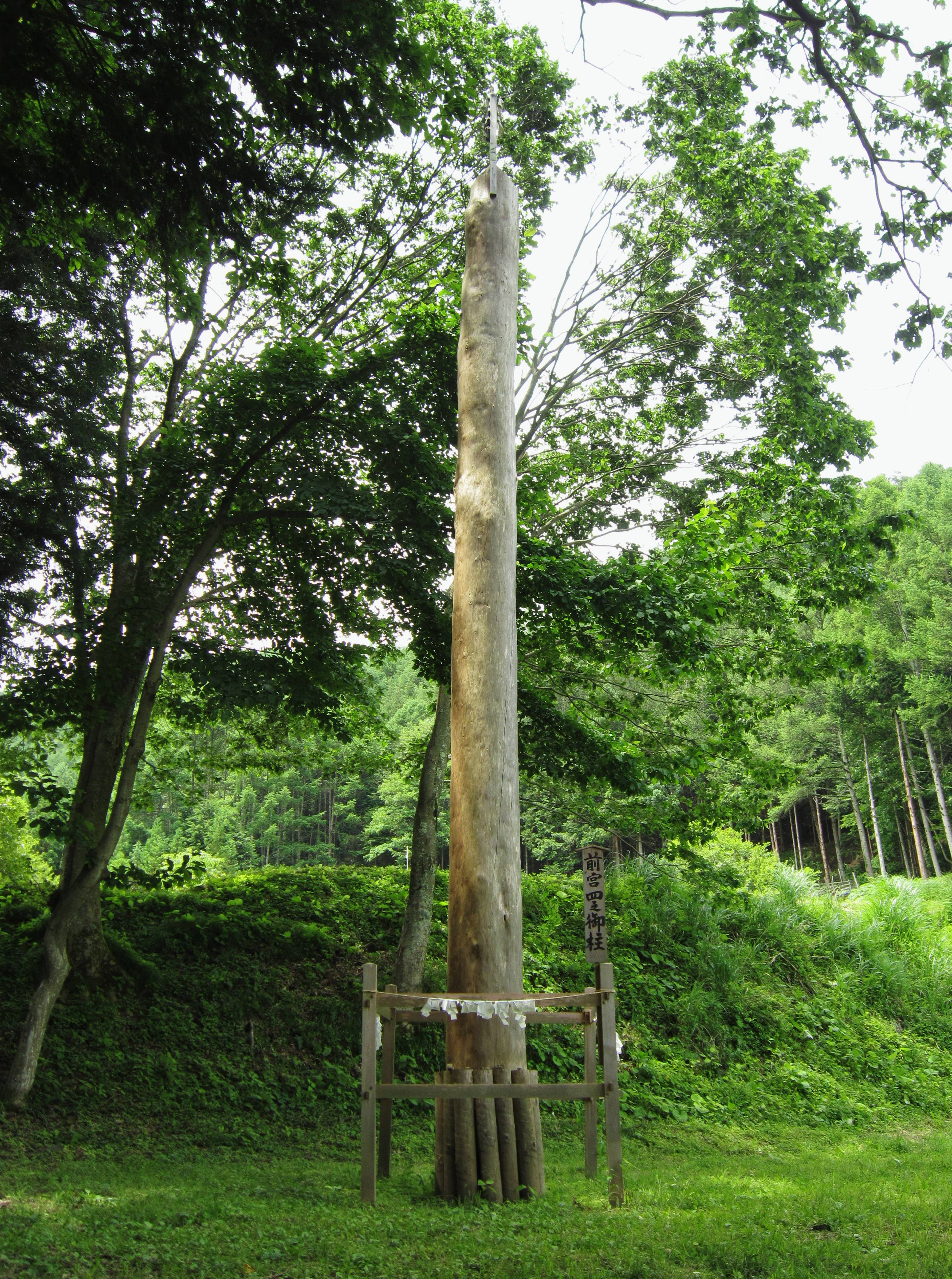
Onbashira no 4 à Maemiya.